# Uzgajanje ribe
Uzgajanje ribe ili ribarstvo obuhvata gajenje ribe u komercijalnim rezervoarima ili ogradama, poput ribnjaka, obično za hranu. To je glavni oblik akvakulture, dok druge metode mogu potpasti pod marikulturu. Objekt koji oslobađa mladunce ribe u divljinu radi rekreativnog ribolova ili kao dopuna prirodnim rezervama vrsta generalno se naziva mrestište ribe. Širom sveta najvažnije vrste ribe koje se proizvode u uzgoju ribe su šaran, tilapija, losos i som.
Potražnja raste za ribom i ribljim proteinima, što je rezultiralo široko rasprostranjenim prekomernim lovom u divljom staništima. Kina obezbeđuje 62% svetske uzgajane ribe. Od 2016. godine više od 50% hrane iz mora proizvedeno je putem akvakulture. U poslednje tri decenije, akvakultura je bila glavni pokretač razvoja ribarstva i akvakulturne produkcije, sa prosečnim rastom od 5,3 odsto godišnje u periodu 2000–2018, dostižući rekordnih 82,1 miliona tona u 2018. godini.
Uzgoj mesožderskih riba, poput lososa, ne smanjuje uvek pritisak na divlja riblja staništa. Mesojedne uzgajane ribe obično se hrane ribljom hranom i ribljim uljem izdvojenim iz divljih krmnih riba. Globalni prinosi uzgoja ribe iz 2008. godine prema podacima FAO iznosili su 33,8 miliona tona sa vrednošću od oko 60 milijardi američkih dolara.

## Glavne vrste
| Vrsta                  | Okruženje                             | Tonaža (miliona) | Vrednost (US$ milijardi) |
| ---------------------- | ------------------------------------- | ---------------- | ------------------------ |
| Beli amur              | Sveža voda                            | 5,23             | 6,69                     |
| Beli tolstolobik       | Sveža voda                            | 4,59             | 6,13                     |
| Obični šaran           | Sveža voda                            | 3,76             | 5,19                     |
| Nilska talapija        | Sveža voda                            | 3,26             | 5,39                     |
| Tolstolobik sivi       | Sveža voda                            | 2,90             | 3,72                     |
| Katla (Indijski šaran) | Sveža voda                            | 2,76             | 5,49                     |
| Karaš                  | Sveža voda                            | 2,45             | 2,67                     |
| Atlantski losos        | Morska voda                           | 2,07             | 10,10                    |
| Roho labeo             | Sveža voda                            | 1,57             | 2,54                     |
| Mlečna riba            | Morska voda                           | 0,94             | 1,71                     |
| Dužičasta pastrmka     | Sveža voda braktična voda Morska voda | 0,88             | 3,80                     |
| Vučangova deverika     | Sveža voda                            | 0,71             | 1,16                     |
| Crni amur              | Sveža voda                            | 0,50             | 1,15                     |
| Severni zmijoglav      | Sveža voda                            | 0,48             | 0,59                     |
| Amurski som            | Sveža voda                            | 0,41             | 0,55                     |

## Kategorija
Akvakultura koristi lokalnu fotosintetičku proizvodnju (ekstenzivna) ili ribu koja se hrani spoljnom hranom (intenzivno).

### Intenzivna akvakultura
| Parametar                    | Optimalna vrednost                                                                         |
| ---------------------------- | ------------------------------------------------------------------------------------------ |
| Kiselost                     | pH 6–9                                                                                     |
| Arsen                        | < 440 µg/L                                                                                 |
| Alkalnost                    | > 20 mg/L (as CaCO3)                                                                       |
| Aluminijum                   | < 0.075 mg/L                                                                               |
| Amonijak (nejonizovan)       | < 0.02 mg/L                                                                                |
| Kadmijum                     | - < 0.0005 mg/L u mekoj vodi - < 0.005 mg/L u tvrdoj vodi                                  |
| Kalcijum                     | > 5 mg/L                                                                                   |
| Ugljen dioksid               | < 5–10 mg/L                                                                                |
| Hlorid                       | > 4.0 mg/L                                                                                 |
| Hlorin                       | < 0.003 mg/L                                                                               |
| Bakar                        | - < 0.0006 mg/L u mekoj vodi - < 0.03 mg/L u tvrdoj vodi                                   |
| Gasno superzasićenje         | - < 100% ukupnog gasnog pritiska - < 103% za salmonidna jaja - < 102% za jezersku pastrmku |
| Vodonik sulfid               | < 0.003 mg/L                                                                               |
| Gvožđe                       | < 0.1 mg/L                                                                                 |
| Olovo                        | < 0.02 mg/L                                                                                |
| Živa                         | < 0.0002 mg/L                                                                              |
| Nitrat                       | < 1.0 mg/L                                                                                 |
| Nitrit                       | < 0.1 mg/L                                                                                 |
| Kiseonik                     | - 6 mg/L za hladnovodne ribe - 4 mg/L za toplovodne ribe                                   |
| Selen                        | < 0.01 mg/L                                                                                |
| Ukupne rastvorene materije   | < 200 mg/L                                                                                 |
| Ukupne suspendovane materije | < 80 NTU preko nivoa ambijenta                                                             |
| Cink                         | < 0.005 mg/L                                                                               |

U ovakvim sistemima proizvodnja ribe po jedinici površine može se povećati po želji, sve dok se obezbedi dovoljno kiseonika, sveže vode i hrane. Zbog zahteva za dovoljno sveže vode, masivni sistem za prečišćavanje vode mora biti integrisan u ribogojilište. Jedan od načina da se to postigne je kombinovanje hidroponske hortikulture i tretmana vode, pogledajte dole. Izuzetak od ovog pravila su kavezi koji se postavljaju u reku ili more, čime se riblji prinos dopunjuje dovoljnom količinom kiseonika. Neki ekolozi imaju niz primedbi na ovu praksu.
Troškovi inputa po jedinici težine ribe su veći nego u ekstenzivnom uzgoju, posebno zbog visoke cene hrane za ribe. Ona mora da sadrži mnogo veći nivo proteina (do 60%) od stočne hrane i uravnotežen sastav aminokiselina. Ovi veći zahtevi za nivoom proteina su posledica veće efikasnosti hrane za vodene životinje (veći koeficijent konverzije hrane [FCR], odnosno kg hrane po kg proizvedene životinje). Ribe kao što je losos imaju FCR oko 1,1 kg hrane po kg lososa, dok su pilići u rasponu od 2,5 kg hrane po kg pilića. Ribe ne koriste energiju da bi se zagrejale, eliminišući neke ugljene hidrate i masti iz ishrane, potrebne da obezbede ovu energiju. Ovo se, međutim, može nadoknaditi nižim troškovima zemljišta i višim nivoom proizvodnje koji se može postići zbog visokog nivoa kontrole inputa.
Za visoko vredne vrste koriste se reciklažni sistemi akvakulture veoma visokog intenziteta (RAS, takođe i recirkulacioni sistemi akvakulture), gde se kontrolišu svi proizvodni parametri. Recikliranjem vode malo se troši po jedinici proizvodnje. Međutim, proces ima visoke kapitalne i operativne troškove. Veće strukture troškova znače da je RAS ekonomičan samo za proizvode visoke vrednosti, kao što su matičnjak za proizvodnju jaja, prstaci za operacije akvakulture u mreži, proizvodnja jesetri, istraživačke životinje i neke posebne tržišne niše kao što je živa riba.

## Galerija
- Splavovi sa kolibom i podvodnim kavezom za uzgoj ribe u blizini Mi Toa, Vijetnam
- Transportni brodovi usidreni kod fabrike za preradu ribe, Mi To
- Komunalno Zapoteško ribogojilište u Istlan de Huarezu, Meksiko
- Uzgoj ribe se tradicionalno odvija u namenskim rezervoarima u oblasti Skardu na severu Pakistana.
- Ribarski kompleks, pored Rio Branka, Brazil

## Literatura
- Benson, Tess. „Advancing Aquaculture: Fish Welfare at Slaughter” (PDF). Архивирано из оригинала (PDF) 2011-07-21. г. Приступљено 2011-06-12.
- Yue, Stephanie. „An HSUS Report: The Welfare of Farmed Fish at Slaughter” (PDF). Humane Society of the United States. Архивирано из оригинала (PDF) 13. 07. 2010. г. Приступљено 2011-06-12.
- European Food Safety Authority (2004). „Opinion of the Scientific Panel on Animal Health and Welfare on a request from the Commission related to welfare aspects of the main systems of stunning and killing the main commercial species of animals”. The EFSA Journal. 2 (7): 45. doi:10.2903/j.efsa.2004.45.
- Håstein, T (2004), „Animal welfare issues relating to aquaculture”, Proceedings of the Global Conference on Animal Welfare: an OIE Initiative (PDF), стр. 219—31, Архивирано из оригинала (PDF) 2012-03-25. г., Приступљено 2011-06-12
- Jhingran VG (1987) Introduction to Aquaculture Nigerian Institute for Oceanography and Marine Research, FAO, Rome.
- D. R. (1993). Aquaculture Training Manual (2nd изд.). John Wiley & Sons. ISBN 978-0-85238-194-6.
- Manci, Bill. „Fish Farming News--Aquaculture production reaches new heights”. Архивирано из оригинала 2014-07-01. г. Приступљено 2013-11-07.
- Beveridge, Malcolm (1984) Cage and Pen fish farming: Carrying capacity models and environmental impact FAO Fisheries technical paper 255, Rome.  92-5-102163-5
- Bjorndal, Trond (1990). The Economics of Salmon Aquaculture. ISBN 978-0-632-02704-0.. Wiley-Blackwell.
- Coimbra, João (1. 1. 2001). Modern Aquaculture in the Coastal Zone: Lessons and Opportunities. IOS Press. стр. 32—. ISBN 978-0-9673355-6-8.
- Harris, Graeme; Milner, Nigel (12. 3. 2007). Sea Trout: Biology, Conservation and Management. Wiley. стр. 18—. ISBN 978-1-4051-2991-6.
- Heen K., Monahan R. L. and Utter F. (1993), Salmon Aquaculture, ISBN 978-0-85238-204-2, Wiley-Blackwell.
- Knapp G., Roheim C. A. and Anderson J. A. (2007) The Great Salmon Run: Competition between Wild and Farmed Salmon Report of the Institute of Social and Economic Research, University of Alaska Anchorage.  0-89164-175-0.
- Lustig, B. Andrew; Brody, Baruch A.; McKenny, Gerald P. (1. 11. 2008). Altering Nature: Volume II: Religion, Biotechnology, and Public Policy. Springer Science & Business Media. стр. 321—. ISBN 978-1-4020-6923-9.
- Pomeroy R., Bravo-Ureta B. E., Solis D. and Johnston R. J. „"Bioeconomic modelling and salmon aquaculture: an overview of the literature"”. International Journal of Environment and Pollution. 33 (4): 485—500. 2008..
- Quinn, Thomas P. (2005). The Behavior and Ecology of Pacific Salmon and Trout. American Fisheries Society. стр. 18—. ISBN 978-0-295-98457-5.
- British Columbia Salmon Farming Association, "Did you Know"